# Pusillimonas soli
Pusillimonas soli es una bacteria gramnegativa del género Pusillimonas. Fue descrita en el año 2010. Su etimología hace referencia a suelo. Es aerobia y móvil. Tiene un tamaño de 0,3-0,5 μm de ancho por 0,7-1 μm de largo. Forma colonias amarillas, circulares, irregulares y convexas en agar LB tras 5 días de incubación. También crece en R2A, TSA, MacConkey y NB. Temperatura óptima de crecimiento de 30 °C. Catalasa y oxidasa positivas. Tiene un contenido de G+C de 59,4%. Se ha aislado de suelo de granja en Corea del Sur. 